# Bete-Ezel
Bete-Ezel (do hebraico bēt hāʾēṣel, "casa próxima") é uma cidade na Sefelá, cuja localização precisa é incerta. Em Miqueias 1:11, ele profetizou contra a cidade. Alguns assumiram que seja a Azel citada em Zacarias 14:5, mas não há confirmação.